# Cedrea
Cedrea (in greco antico: Κεδρειαί o Κεδρεαί?) era una colonia greca della Caria.

## Storia
Partecipò alla lega delio-attica visto che si trova nella lista delle città tributarie di Atene tra gli anni  454 e 415 a.C.
Nel 405 a.C. era alleata degli Ateniesi visto che viene citata da Senofonte, il quale menziona che il generale spartano Lisandro partì per il golfo Ceramico, in Caria, e attaccò Cedrea, che era alleata degli Ateniesi ed era composta da una popolazione mista costituita da elleni e barbari. Il secondo giorno conquistò la città e ridusse in schiavitù i suoi abitanti.